# How Hard It Is
| Оценки критиков          | Оценки критиков |
| Источник                 | Оценка          |
| ------------------------ | --------------- |
| Allmusic                 | [ 1 ]           |
| Christgau's Record Guide | C               |

How Hard It Is — четвёртый и последний студийный альбом Big Brother and the Holding Company, выпущенный в 1971 году.

## Список композиций
1. «How Hard It Is» (Дэвид Гетц, Сэм Эндрю) — 4:21
2. «You’ve Been Talkin' 'Bout Me, Baby» (Рэй Ривера, Гейл Гарнетт[англ.], Уолтер Хирш) — 3:27
3. «House on Fire» (Гетц, Луи Раппапорт) — 3:56
4. «Black Widow Spider» (Эндрю) — 3:32
5. «Last Band on Side One» (Роско Сегел, Эндрю) — 1:57
6. «Nu Boogaloo Jam» (Дэн Нудельман, Эндрю) — 3:24
7. «Maui» (Сегел, Эндрю) — 3:27
8. «Shine On» (Гетц, Питер Албин, Эндрю) — 5:25
9. «Buried Alive in the Blues» (Ник Гравенитес) — 3:59
10. «Promise Her Anything But Give Her Arpeggio» (Дэвид Шеллок) — 3:55

## Участники записи
Big Brother and the Holding Company
- Сэм Эндрю — гитара, вокал
- Дэвид Шеллок — соло-гитара
- Джеймс Гёрли — бас
- Питер Альбин — гитара, бас, мандолина, виброшлеп
- Дэвид Гетц — ударные, перкуссия, маримба, фортепиано

а также:
- Кэти Макдональд[англ.] — вокал на «Black Widow Spider»
- Майк Финниган[англ.] — вокал, клавишные на «How Hard It Is», «You’ve Been Talkin 'Bout Me, Baby», «House on Fire», «Shine On» и «Buried Alive in the Blues»
- Ник Гравенитес — вокал на «Buried Alive in the Blues»

Технический персонал
- Дэвид Браун, Джордж Энгфер, Джордж Хорн, Майк Ларнер — запись
- Деннис Нолан — произведение искусства